# Oborniki Śląskie
Oborniki Śląskie este un oraș aflat în județul Trzebnica, voievodatul Silezia Inferioară, Polonia. Orașul este stațiune turistică din 1830, pe când făcea parte din Regatul Prusiei, sub numele de Obernigk. El se află la 12 km vest de Trzebnica, reședința județului, și la 22 km nord-vest de Wrocław, capitala voievodatului.

## Etimologie
O teorie privind numele orașului este aceea că provine de la termenul Obora (care în poloneză înseamnă ocol de vite), sugerând un sat ai cărui locuitori se ocupau cu creșterea vitelor. O altă teorie sugerează că numele provine de la O bor, care înseamnă pădure, sugerând că provine de la pădurile de brad și pin care creșteau pe pământul pe care s-a depus loess. Orașul este, însă, înconjurat de stejari, nu de conifere. Numele a rămas în mare parte neschimbat de-a lungul istoriei, având variații ca Obora, Obornik, Obiring, Obernigk. Adjectivul Śląskie („silezian” sau „al Sileziei”) a fost adăugat după 1945 pentru a face distincția față de orașul Oborniki din voievodatul Polonia Mare.

## Istorie
Primele urme de prezență umană în regiune provin din kurganele mezolitice caracteristice culturii luzaciene de la începutul epocii bronzului găsite în împrejurimi, precum și din uneltele din mezolitic și topoarele din neolitic.
Prima atestare a orașului Oborniki provine dintr-o notă care menționa că Obora plătește zeciuiala episcopiei Wrocławului în 1305. Cistercienii au locuit lângă oraș, care primise drepturi Magdeburg deși nu avea încă statut de oraș. La începutul anilor 1300, el a trecut de la episcopia Wrocławului la ducele Konrad I de Oels (Oleśnica).
Împreună cu restul Sileziei, Oborniki a trecut sub suzeranitatea Regatului Boemiei, parte a Sfântului Imperiu Roman, în Evul Mediu târziu. Regiunea a fost moștenită de Monarhia Habsburgică a Austriei în 1526 și anexată de Regatul Prusiei în 1742 în timpul Războaielor Sileziene. Orașul a fost administrat în cadrul provinciei prusace a Sileziei sub numele de Obernigk.
Poetul Karl Eduard von Holtei a trăit în Obernigk câțiva ani și s-a căsătorit aici cu Luise Rogée în 1821. El a descris orașul în poeziile sale. Datorită climatului favorabil și așezării în Katzengebirge (dealurile Trzebnickie), Obernigk a început să se dezvolte, devenind stațiunea Bad Obernigk sub conducerea moșierului Carl Wolfgang Schaubert în 1835.
În 1856, orașul se afla pe carea ferată ce lega orașele Breslau (Wrocław) și Posen (Poznań). Când în Breslau a izbucnit o epidemie de holeră în 1866, mulți locuitori s-au refugiat în Obernigk. În 1871 acest oraș a devenit parte a Imperiului German.
Până la sfârșitul celui de al Doilea Război Mondial, Bad Obernigk a făcut parte din Landkreis Trebnitz, în Provincia Silezia Inferioară a Germaniei. Datorită sanatoriilor și a centrelor de tratament, era populară în rândul locuitorilor din Breslau și din alte orașe ale regiunii.
În 1945 Germania a cedat orașul Poloniei și populația germanofonă a fost deportată; în același an a fost declarat oraș.